# Castillo de Castellfullit del Boix
El castillo de Castellfullit del Boix es un castillo en ruinas situado en el municipio de Castellfullit del Boix, en el Bages.
Documentado desde 1063, sólo quedan las ruinas de los muros y de una torre construida encima de roca viva junto a la antigua parroquia de San Pedro.
La señoría de Castellfullit perteneció a los señores del castillo de Ódena los siglos XIII al XV. Después pasó a depender del Hospital de la Santa Cruz, de Barcelona, hasta la extinción de los señoríos feudales.